# Huerto de Trénor
La casa, capilla y jardín del Huerto de Trénor, de Torrente (municipio de la comarca de la Huerta Sur, de la provincia de Valencia) es un conjunto de propiedad pública cuyo extraordinario valor reside en el huerto, que se ha convertido en un jardín botánico. Está catalogado como Bien de interés cultural con número de anotación: A-R-I-51-0008312, con la clase de Jardín Histórico.

## Historia
Este conjunto arquitectónico, situado a las afueras de la localidad de Torrente, tiene sus orígenes en una antigua ermita. En el siglo XVI San Juan de Ribera autorizó, en 1596, la fundación de un convento de religiosos franciscanos, del cual sólo se conservan algunos restos junto al Huerto de Trénor. Más tarde, ya en el siglo XIX,  tras la desamortización de Mendizábal de 1836 llevó el convento a manos del Estado, y parte de los terrenos se subastaron públicamente, pasando a manos del conde de Montesinos. Con el tiempo, las dependencias del convento se han dedicado sucesivamente a casa de beneficencia, casa de la Guardia Civil, y escuelas, hasta que en el año 1889 se instalan los terciarios capuchinos. Años después, los terrenos son adquiridos por la familia Trénor, de los cuales coge el nombre con que es conocido el huerto en la actualidad.
En 1982 se realizó una cesión de uso por parte de los propietarios al Ayuntamiento de Torrente, como jardín público.
En 1984, se inaugura el "Parque Municipal Hort de Trènor" y en 2010 se reformó para hacerlo ver lo más parecido posible a como lucía en la antigüedad el parque.

## Descripción
El parque lo forman la casa residencial (casa de campo), la capilla y un terreno amplio de plantas y árboles. Además en el parque también se encuentran una zona de juegos infantiles, una zona educativa con un huerto y un invernadero y desde el 2011 se encuentra la Oficina de Gestión de la Movilidad. En el invernadero hay una colonia controlada de gatos. El parque dispone de conexión wifi en todo el recinto.
Colindantes al parque, también se encuentran el cuerpo de policía local de Torrente y el CEFIRE. 
Todo el conjunto se encuentra delimitado por un muro de planta rectangular. El jardín se ubica en el lado oeste (delante de la fachada principal de la casa, alrededor de un estanque de forma largada y rodeado de vegetación), mientras que en la parte este se encuentra el huerto de naranjos. El resto del conjunto está constituido por un bosque que presenta una pequeña elevación artificial ajardinada, otro estanque (mayor que el del jardín) y zonas de palmeras y cañas indias entre otras especies vegetales.
También la casa presenta planta rectangular, así como la distribución característica de las casa de campo, con dos plantas separadas por un saliente o saledizo (línea de imposta). Las fachadas decoradas en los ángulos con pilastras, están enlucidas. Las aberturas que muestra son rectangulares de arista viva. En la parte superior se desarrolla una cornisa decorada con motivos vegetales, formando en la parte central un frontón triangular. El material empleado para su construcción es de ladrillo macizo con forjados de madera con teja árabe al exterior.
Por su parte la capilla es de estilo neogótico con planta cuadrangular, cubierta a dos aguas, y coronada con una linterna octogonal que presenta pináculos en las esquinas.
En trènor, se llevan a cabo distintas actividades para fomentar el uso de técnicas de jardinería y se asesora al profesorado en actividades ambientales. También se realizan exposiciones temporales de plantas, y además es el lugar de varios acontecimientos culturales: fiestas de julio, conciertos de jazz, noche de San Juan, etc.
En el estanque y la cascada se reproducen un montón de especies acuáticas: peces, ranas, renacuajos, etc.
En el parque destacamos los siguientes paisajes: carrascal, zona de frutales, y plantas aromáticas, zona de plantas suculentas, un bosque mediterráneo y un bosque umbrío. En el mediterráneo hay un tramo dedicado a los avellanos. En la pradera municipal, donde se celebran los eventos culturales, destacan distintas especies de palmeras.
En el parque hay fichas identificativas de las especies vegetales para que se conozca más acerca de la planta o árbol que se está viendo. Su estructura se compone de: nombre científico (en latín), procedencia (continente o zona del mundo), familia, altitud, una breve descripción, una curiosidad o anécdota y un par de fotos. Arriba de las fotos podemos ver el nombre tanto en castellano como en valenciano.

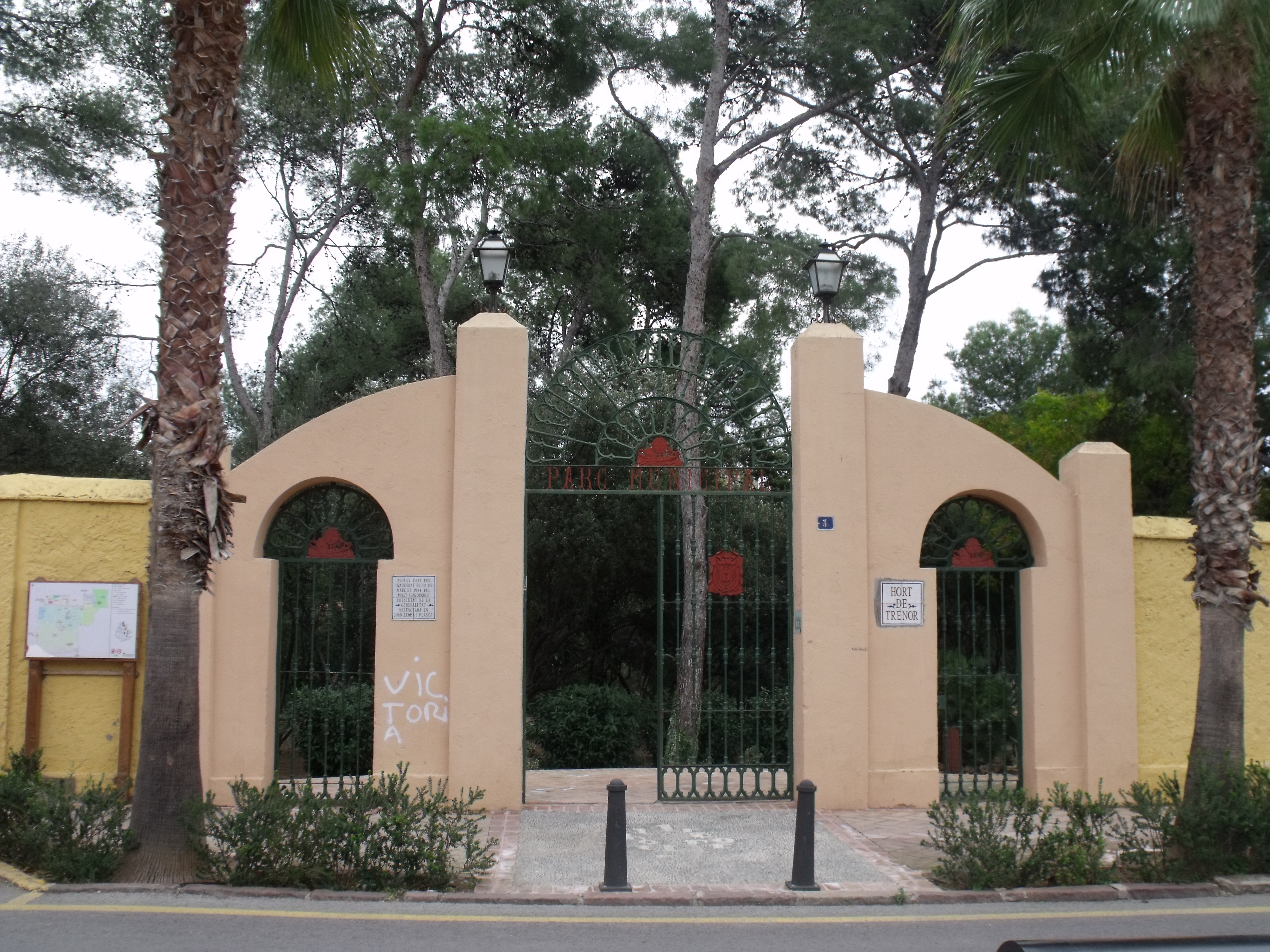
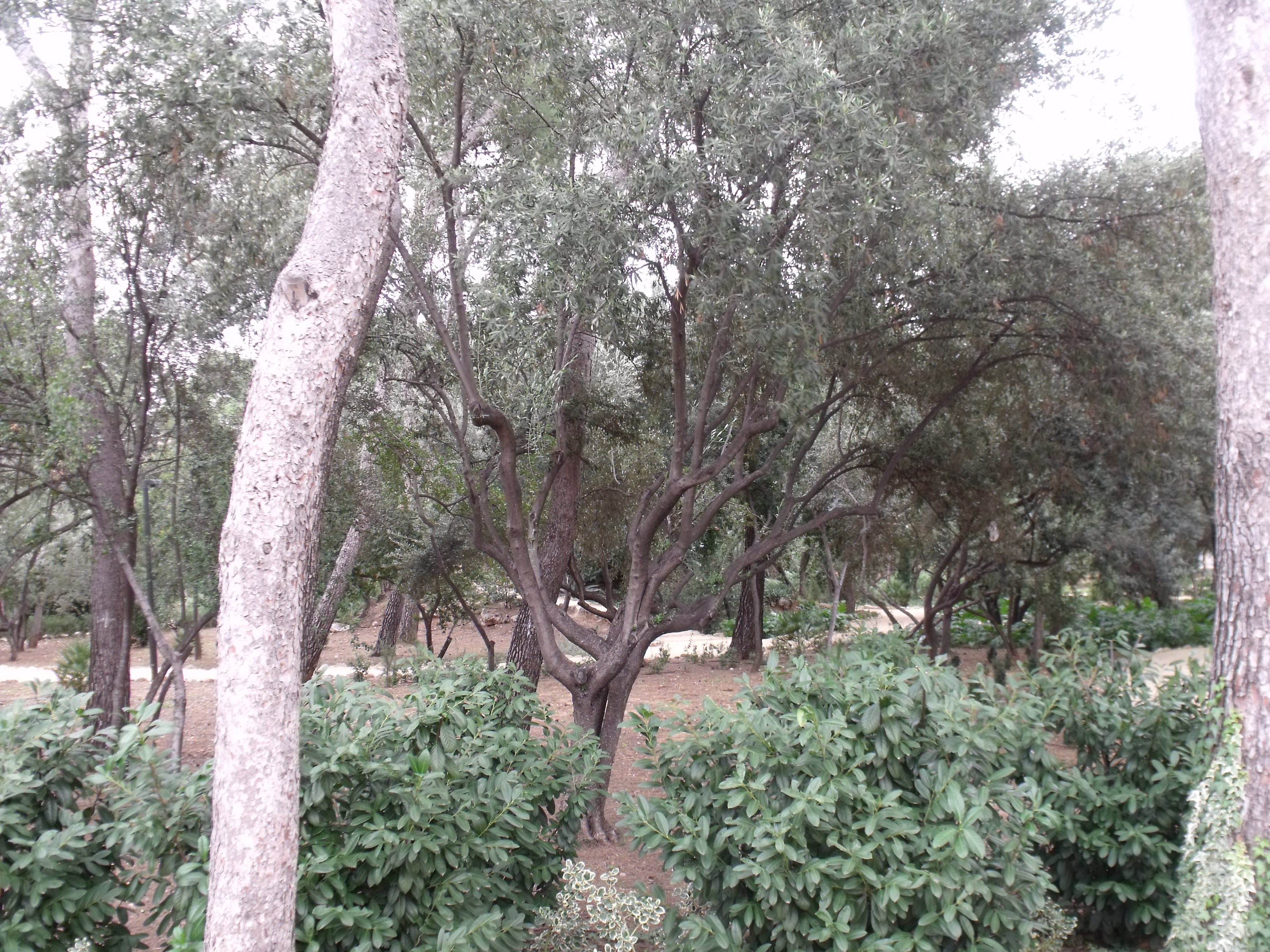
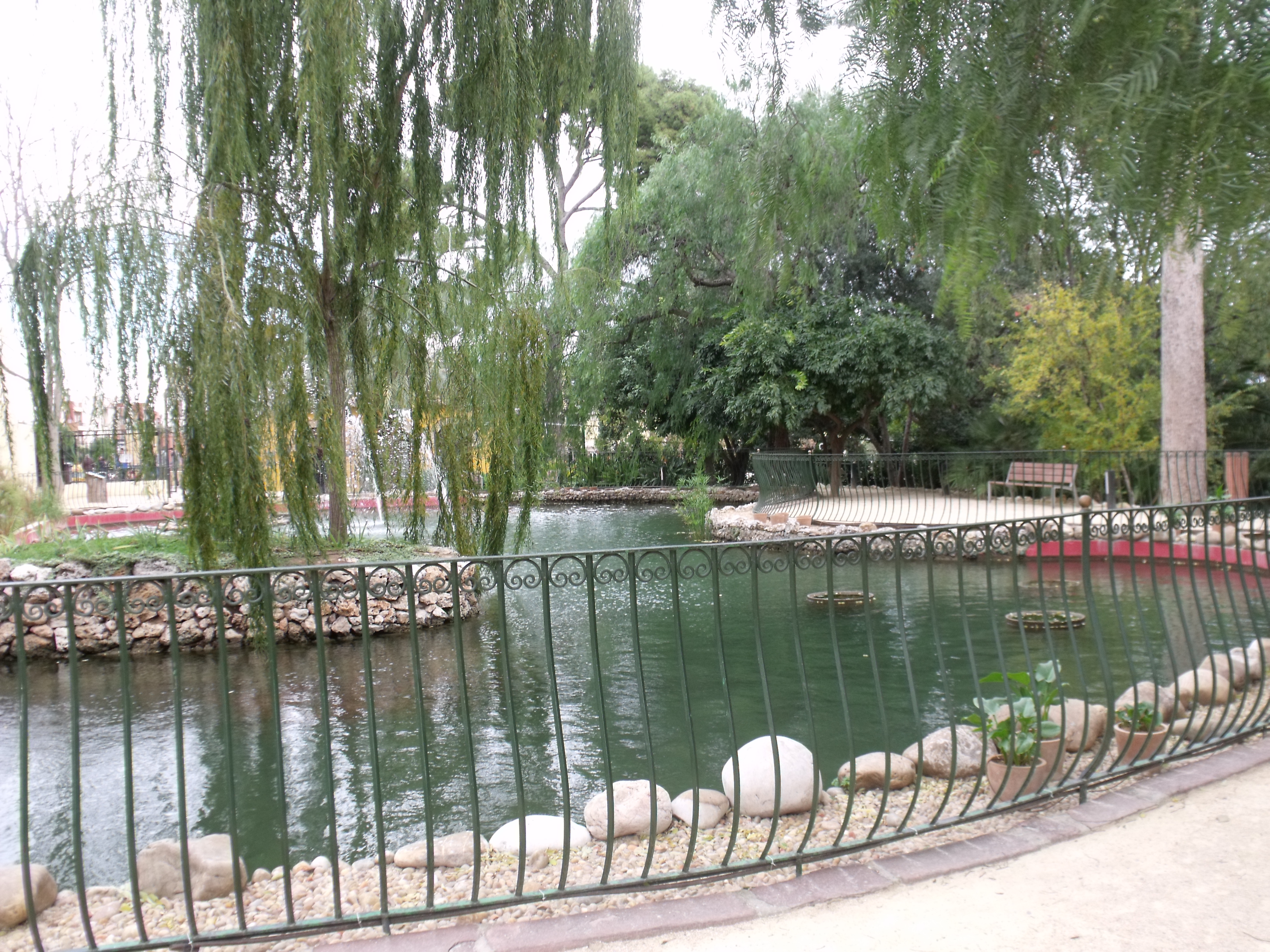
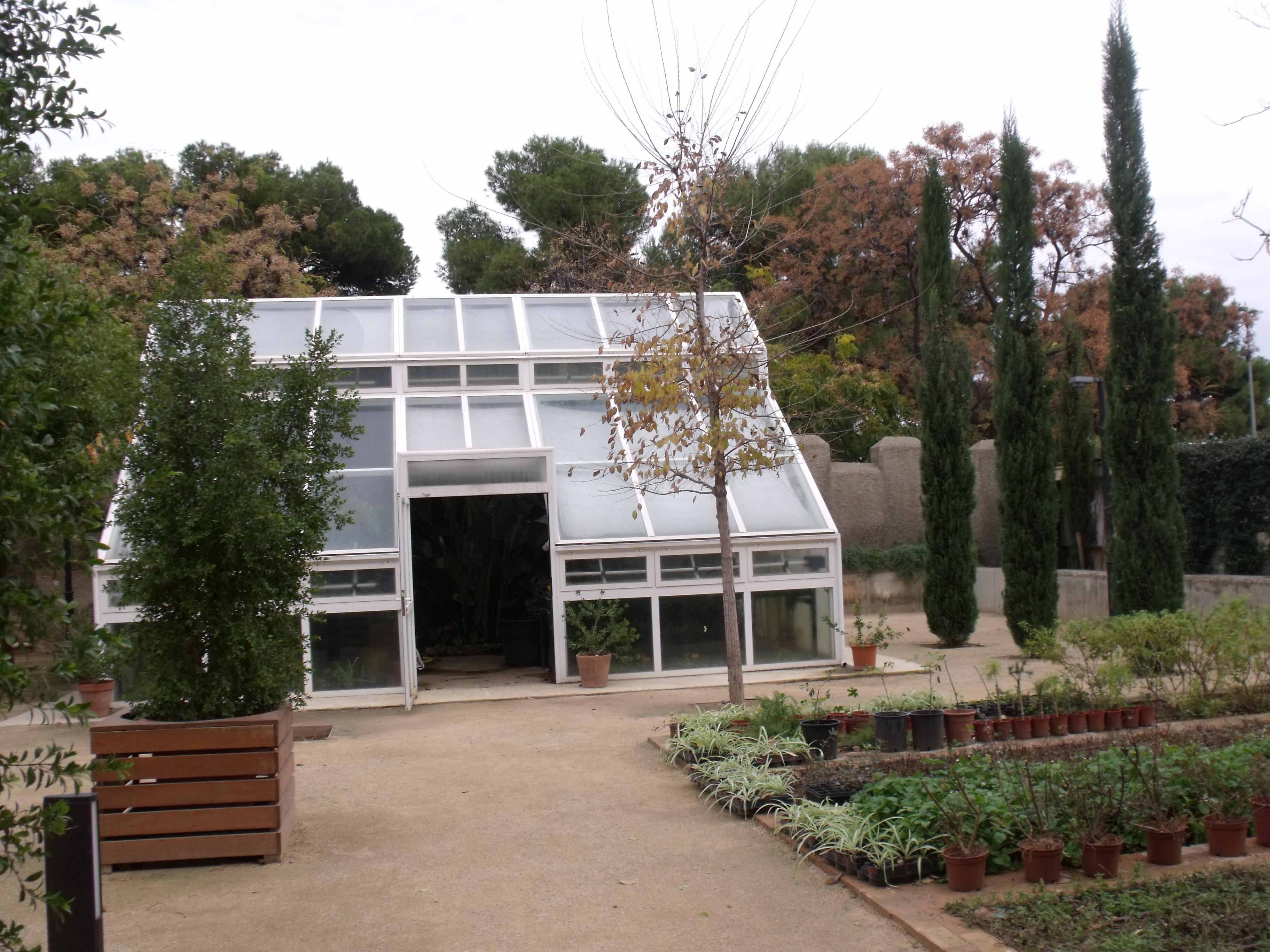
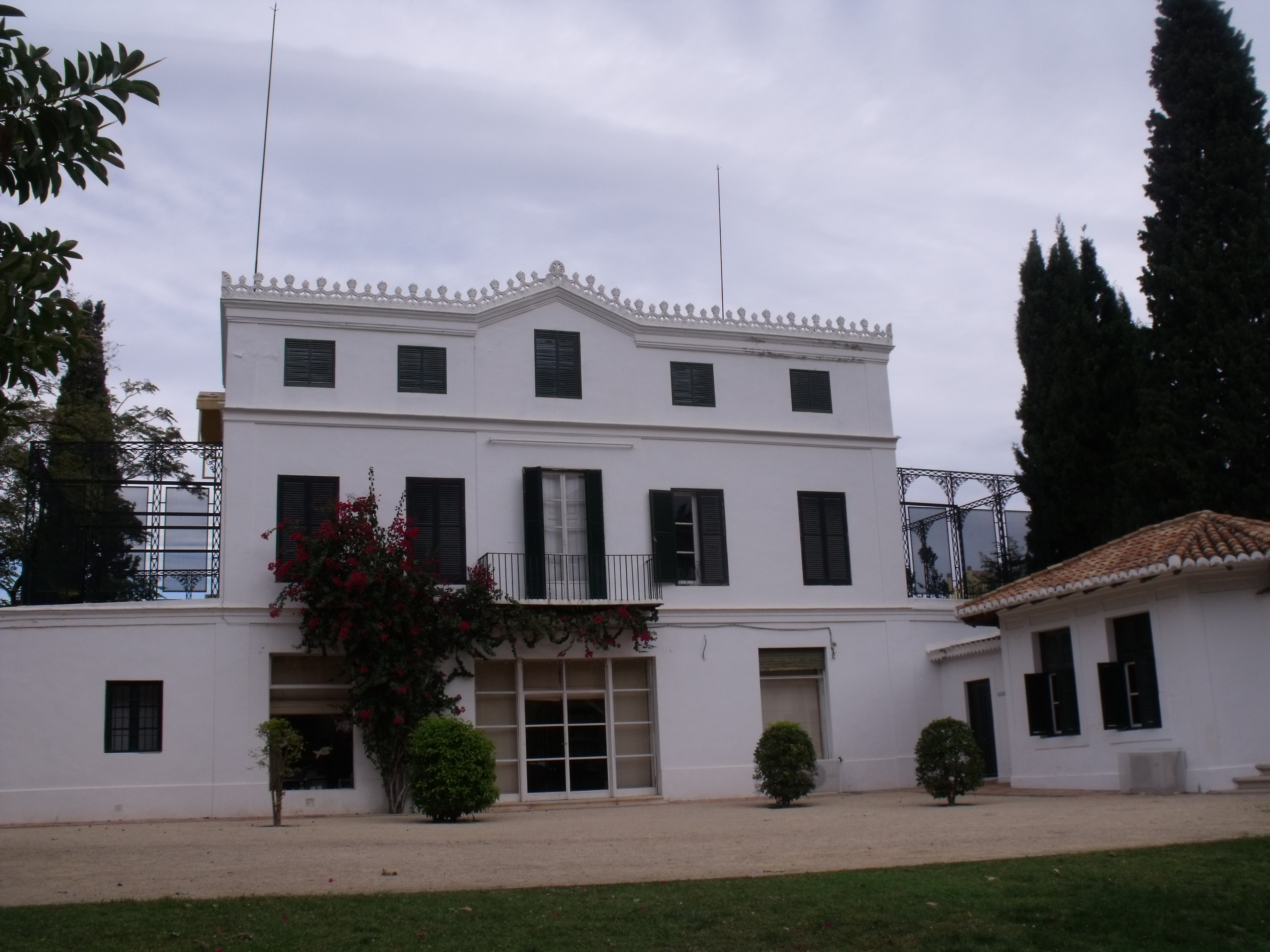
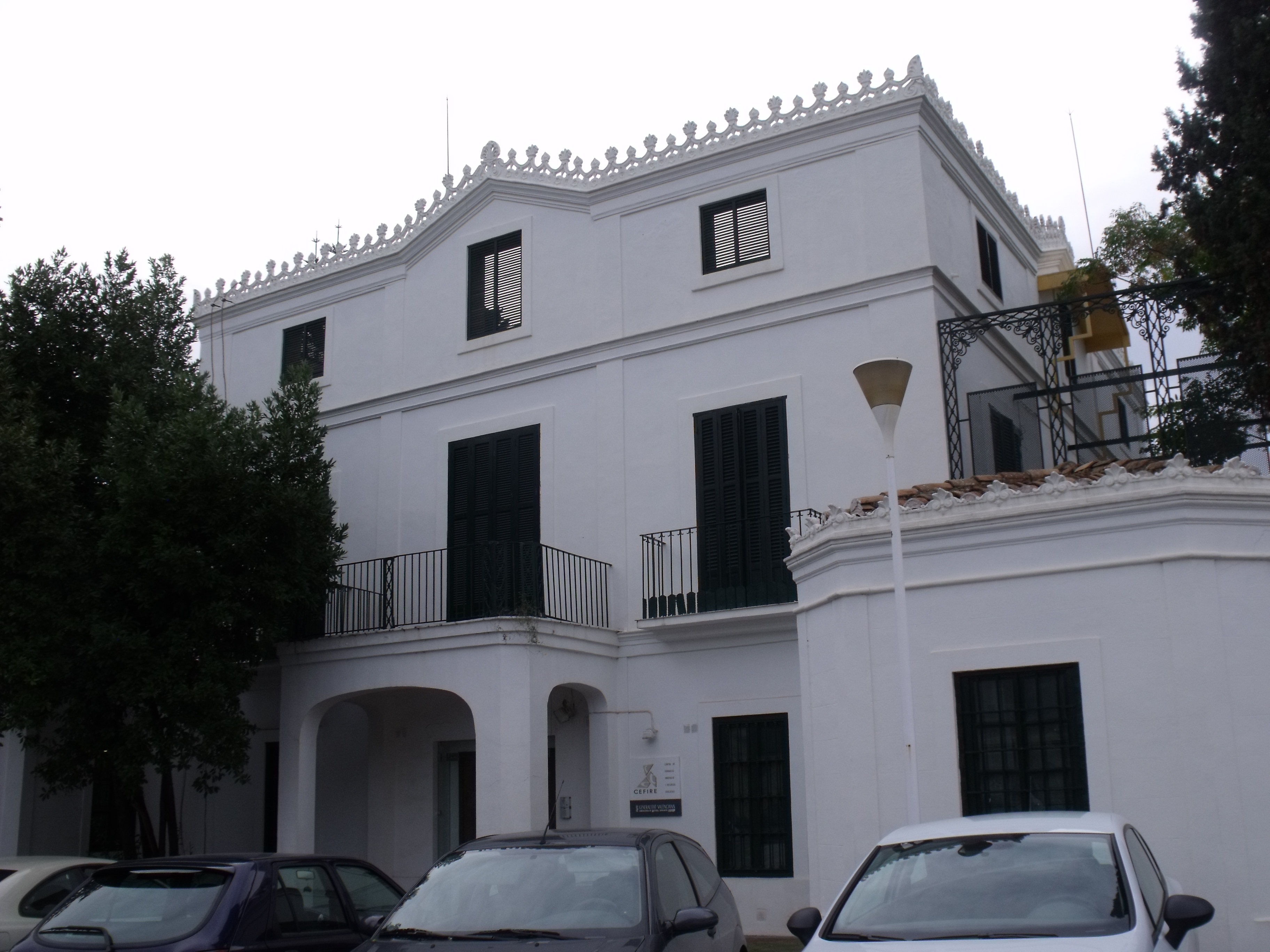